# Simone Rinalducci
Simone Rinalducci (auch bekannt als Simon von Todi) († 20. April 1322 in Bologna) war ein italienischer Augustinermönch und Prediger des 13. Jahrhunderts.

## Leben
Das Jahr seiner Geburt ist nicht bekannt. Rinalducci trat im Jahr 1280 in den Augustinerorden ein und war zu dieser Zeit bereits für seine theologischen Studien bekannt. Er war Lektor, Prior mehrerer Häuser, angeblich ein Wundertäter und ein berühmter Prediger seiner Zeit. Schließlich wurde er zum Provinzial der Augustiner in Umbrien ernannt. Eine Episode aus seinem Leben betrifft eine Konferenz des Ordenskapitels im Jahr 1318, bei der er zu Unrecht mehrerer schwerer Vergehen beschuldigt wurde. Simone zog es vor zu schweigen, um keinen Skandal unter seinen Brüdern auszulösen, und wurde schließlich freigesprochen.
Der zeitgenössische Chronist Jordan von Quedlinburg schreibt über diese Episode in seinem  Liber Vitasfratrum:

„Es gab in unserem Orden einen Mann von großer Heiligkeit und Verehrung, Bruder Simon von Todi. Er war Lektor, Prior vieler Häuser und auch Provinzialprior. Bei einer Kapitelssitzung, bei der ich anwesend war, er aber nicht, wurden vor dem Generalprior von einigen seiner Rivalen schwere Anschuldigungen gegen ihn erhoben. Diese Anschuldigungen wurden für bare Münze genommen, und in der Folge hatte er viele Schwierigkeiten und einige sehr beleidigende Vorwürfe zu ertragen. Aber da er wusste: „Durch euer Erdulden werdet ihr eure Seelen behalten“, ertrug er geduldig alle schweren Anschuldigungen, die gegen ihn erhoben wurden, um dessentwillen, der für uns Beleidigungen und Schrecken erlitt. Schließlich wurde er wegen seiner angenehmen Redeweise zum Prediger in Bologna ernannt, wo er das Volk durch seine Lehre reichlich unterrichtete und durch sein Lebensbeispiel sehr segensreich leitete.“

Im Mai 1311 schenkte der Bischof von Terni den Augustinern seiner Diözese eine Kirche, vor allem auf Bitten von Rinalducci, den er als engen Freund betrachtete.
Rinalducci starb am 20. April 1322 in Bologna im Kloster San Giacomo Maggiore.
Seine Grabrede ist im Martirologio romano vom 20. April nachzulesen.

## Verehrung
Die Reliquien des seligen Simone werden in dem Kloster in Bologna verehrt, in dem er starb. Sein Fest wird vor allem im Augustinerorden am 20. April gefeiert. Die Verehrung des seligen Simone wurde von Papst Gregor XVI. mit Dekret vom 13. März 1833 mit dem Titel des Seligen bestätigt.